# Textures
A Textures holland progresszív metalcore/djent zenekar volt. 2001-ben alakultak Tilburg-ben, és 2017-ben oszlottak fel. Elmondásuk szerint személyes okok miatt oszlottak fel. Első lemezük Essent-díjat nyert a "legígéretesebb előadó" kategóriában. Ezt követően még négy albumot adtak ki. Első három stúdióalbumukat a Listenable Records adta ki, míg utolsó két nagylemezük már a Nuclear Blast gondozásában jelent meg.
Stef Broks a honfitárs Exivious zenekarban is játszott.

## Diszkográfia
- Polars (2003)
- Drawing Circles (2006)
- Silhouettes (2008)
- Dualism (2011)
- Phenotype (2016)

### Kislemezek, videoklipek
- "Ostensibly Impregnable" (2004)
- "Millstone" (2006)
- "Awake" (2008)
- "Reaching Home" (2011)
- "New Horizons" (2015)
- "Shaping a Single Grain of Sand" (2016)

## Tagok

### Utolsó felállás
- Daniël de Jongh − ének (2010–2017)
- Bart Hennephof − gitár, vokál (2001–2017)
- Joe Tal − gitár (2013–2017)
- Remko Tielemans − basszusgitár (2007–2017)
- Uri Dijk − billentyűk (2010–2017)
- Stef Broks − dob (2001–2017)

Korábbi tagok
- Rom de Leeuw − ének (2001–2002)
- Pieter Verpaalen − ének (2002–2004)
- Eric Kalsbeek − ének (2004–2010)
- Jochem Jacobs − gitár, vokál (2001–2013, 2014)
- Dennis Aarts − basszusgitár (2001–2007)
- Richard Rietdijk − billentyűk (2001–2010)